# لفوربا
لفوربا شهری در شهرستان سابسه در استان بام در بورکینافاسوی شمالی است و جمعیت آن ۷۴۹ نفر است.